# Ozone Park – Lefferts Boulevard
Ozone Park – Lefferts Boulevard – stacja końcowa metra nowojorskiego, na linii A. Znajduje się w jednej z dzielnic Queens - Ozone Park, w Nowym Jorku i zlokalizowana jest za stacją 111th Street. Została otwarta 25 września 1915.